# 施瓦爾布河
48°49′40.02″N 10°38′42.46″E / 48.8277833°N 10.6451278°E

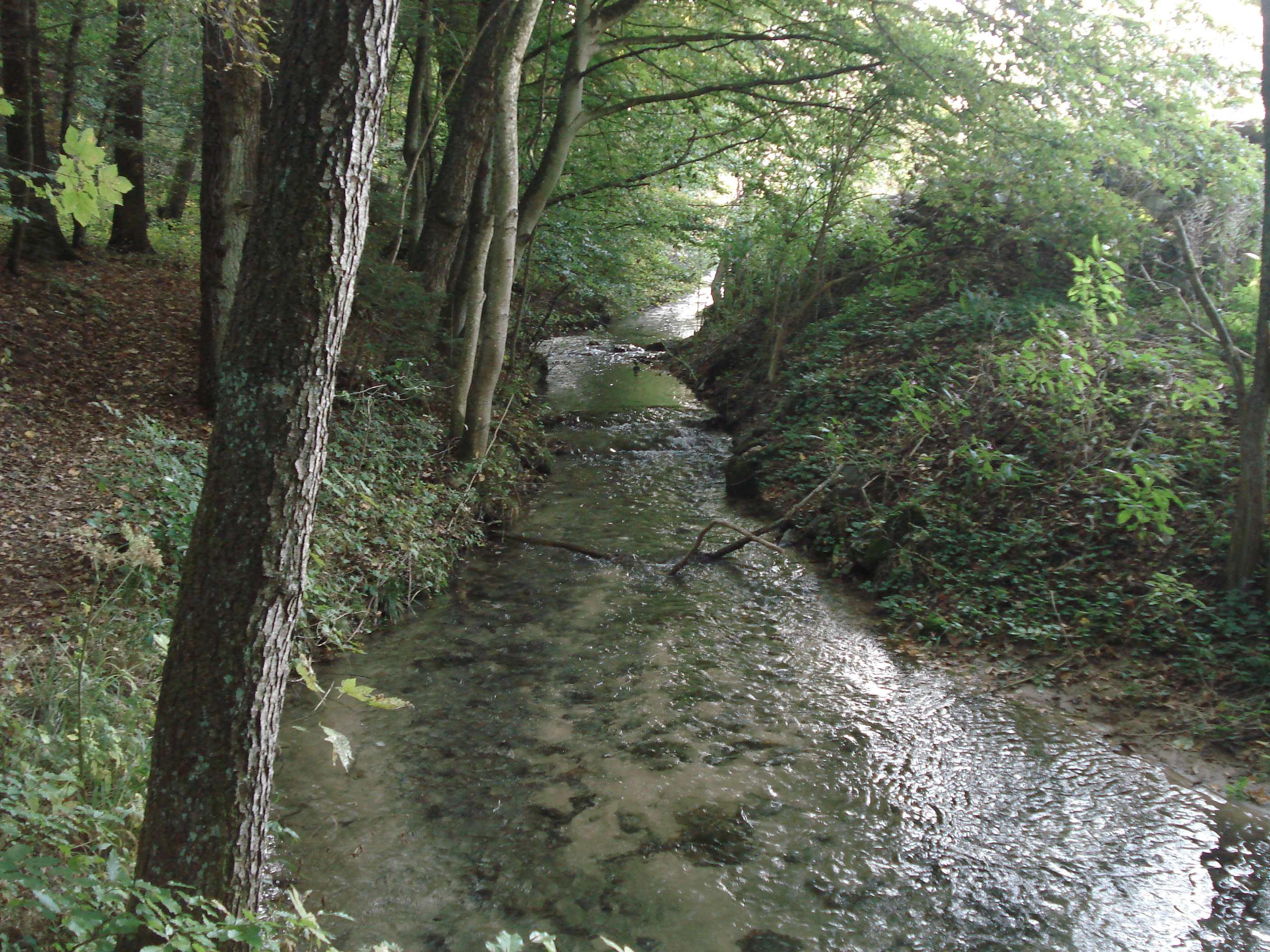
施瓦爾布河

施瓦爾布河（德語：Schwalb），是德國的河流，位於該國東南部，由巴伐利亞負責管轄，屬於沃爾尼茨河的左支流，河道全長14.2公里，流域面積31.2平方公里。